# Butler (Familienname)
Butler ist ein Familienname.

## Namensträger

### A
- Aaliyah Butler (* 2003), US-amerikanische Sprinterin
- Alban Butler (1710–1773), englischer Geistlicher und Pädagoge
- Alexander Butler (1869–1959), US-amerikanischer Stummfilmregisseur
- Algernon Lee Butler (1905–1978), US-amerikanischer Jurist und Politiker
- Alison Butler (* 1954), US-amerikanische Chemikerin
- Allan Macy Butler (1894–1986), US-amerikanischer Kinderarzt
- Andrew Butler (1796–1857), US-amerikanischer Politiker
- Arthur Butler (Rugbyspieler) (1883–1947), australischer Rugby-League-Spieler
- Arthur Butler (Fußballspieler) (1892–1975), englischer Fußballspieler
- Arthur Gardiner Butler (1844–1925), britischer Zoologe
- Arthur John Butler (1844–1910), britischer Historiker
- Arthur Lennox Butler (1873–1939), britischer Zoologe, Ornithologe und Jagdaufseher
- Austin Butler (* 1991), US-amerikanischer Schauspieler

### B
- Basil Christopher Butler (1902–1986), Weihbischof in Westminster
- Benjamin Butler (Künstler) (* 1975), US-amerikanischer Künstler
- Benjamin Franklin Butler (Politiker, 1795) (1795–1858), US-amerikanischer Jurist und Justizminister
- Benjamin Franklin Butler (Politiker, 1818) (1818–1893), US-amerikanischer Jurist, Politiker und General
- Bernard Butler (Politiker) (1886–1959), irischer Politiker
- Bernard Butler (Musiker) (* 1970), britischer Gitarrist (Suede) und Produzent
- Bertram Theodore Butler (1872–1958), US-amerikanischer Botaniker, Geologe und Hochschullehrer
- Betsy Butler (* 1963), US-amerikanische Politikerin
- Bill Butler (Kameramann) (1921–2023), US-amerikanischer Kameramann
- Bill Butler (Filmeditor) (1933–2017), US-amerikanischer Filmeditor
- Bill Butler (Politiker) (* 1956), schottischer Politiker
- Billy Butler (Fußballspieler) (1900–1966), englischer Fußballspieler
- Billy Butler (Gitarrist) (1925–1991), US-amerikanischer Gitarrist
- Billy Butler (Sänger) (1945–2015), US-amerikanischer Sänger
- Billy Butler (Baseballspieler) (* 1986), US-amerikanischer Baseballspieler
- Bobby Butler (* 1987), US-amerikanischer Eishockeyspieler
- Brandon Butler (* 1996), US-amerikanischer Schauspieler
- Brett Butler (Baseballspieler) (* 1957), US-amerikanischer Baseballspieler
- Brett Butler (Schauspielerin) (Brett Ashley Anderson; * 1958), US-amerikanische Komikerin und Schauspielerin
- Brett Butler (Leichtathlet) (* 1974), Mittelstreckenläufer aus Guam
- Brett Butler (Synchronsprecher), US-amerikanischer Synchronsprecher
- Brett Butler (Rennfahrer) (* 1985), US-amerikanischer Rennfahrer
- Brian Butler (* 1991), deutscher Basketballspieler
- Brooke Butler (* 1989), US-amerikanische Schauspielerin

### C
- Carl Butler (Sänger) (1927–1992), US-amerikanischer Country-Sänger
- Carl-Hubertus von Butler (* 1950), deutscher General
- Caron Butler (* 1980), US-amerikanischer Basketballspieler
- Carrie Butler-Beashel (* 1970), US-amerikanische Seglerin
- Cecil Arthur Butler (1902–1980), australischer Flugpionier britischer Herkunft
- Charles Butler (Imker) (1560–1647), englischer Logiker und Imker
- Charles Thomas Butler (* 1932), US-amerikanischer Bobfahrer, siehe Thomas Butler (Bobfahrer)
- Charles Butler (Eiskunstläufer) (* 1979), US-amerikanischer Eistänzer
- Charles Randolph Butler (* 1940), US-amerikanischer Jurist
- Chester Pierce Butler (1798–1850), US-amerikanischer Politiker
- Chris Butler (Musiker) (* 1949), US-amerikanischer Musiker
- Chris Butler (Politiker) (* 1950), britischer Politiker
- Chris Butler (Regisseur) (* 1974), britischer Filmregisseur, Animator und Drehbuchautor
- Chris Butler (Fussballspieler) (* 1984), irischer Fußballspieler
- Chris Butler (Eishockeyspieler) (* 1986), US-amerikanischer Eishockeyspieler
- Chris Butler (Radsportler) (* 1988), US-amerikanischer Radsportler
- Chris A. Butler (1952–1994), US-amerikanischer Bühnenbildner
- Christine Butler (* 1943), britische Politikerin
- Clifford Charles Butler (1922–1999), britischer Physiker
- Colin Butler (1913–2016), britischer Entomologe
- Craig Butler (* 1974), englischer Snookerspieler
- Cuthbert Butler (1858–1934), englischer Historiker, Benediktiner und Abt

### D
- Dan Butler (* 1954), US-amerikanischer Schauspieler
- Daniel Butler (1944–1970), US-amerikanischer Radrennfahrer
- Da'Sean Butler (* 1988), US-amerikanischer Basketballspieler
- David Butler (Politiker) (1829–1891), US-amerikanischer Politiker, Gouverneur von Nebraska
- David Butler (Regisseur) (1894–1979), US-amerikanischer Regisseur, Schauspieler
- David Butler (Wahlforscher) (1924–2022), britischer Wahlforscher
- David Butler (Drehbuchautor) (1927–2006), britischer Drehbuchautor
- David Butler (Segler) (1927–1972), simbabwischer Segler
- David Butler (General) (1928–2020), australischer General
- David Butler (Fußballspieler, 1945) (* 1945), englischer Fußballspieler
- David Butler (Fußballspieler, 1953) (* 1953), englischer Fußballspieler
- David Butler (Ringer) (* 1957), US-amerikanischer Ringer
- David Butler (Snookerspieler), britischer Snookerspieler
- David R. Butler, US-amerikanischer Geograph
- Dawn Butler (* 1969), britische Politikerin
- Daws Butler (1916–1988), US-amerikanischer Synchronsprecher
- Dean Butler (* 1956), kanadischer Schauspieler
- Dean Butler (Hockeyspieler) (* 1977), australischer Hockeyspieler
- Duane Butler (* 1973), US-amerikanischer Footballspieler

### E
- Eamonn Butler (* 1953), britischer Ökonom
- Eddie Butler (* 1971), israelischer Sänger
- Eddie Butler (Baseballspieler), US-amerikanischer Baseballspieler
- Eddie Butler (Rugbyspieler) (1957–2022), walisischer Rugbyspieler und -kommentator
- Édith Butler (* 1942), kanadische Autorin, Komponistin, Musikerin und Schauspielerin
- Edmund Butler, Earl of Carrick, anglo-irischer Adliger und Beamter
- Edward Butler (* 1957), walisischer Rugby-Union-Spieler
- Edward Arthur Butler (1843–1916), britischer Offizier und Ornithologe
- Edwin John Butler (1874–1943), britischer Mykologe und Phytopathologe
- Eleanor Charlotte Butler (1739–1829), Ladies von Llangollen, siehe Ladies von Llangollen
- Ellis Parker Butler (1869–1937), US-amerikanischer Schriftsteller
- Eliza Marian Butler (1885–1959), irischstämmige Germanistin
- Elizabeth Butler, Duchess of Ormonde (1615–1684), anglo-irische Adlige
- Elizabeth Butler (1846–1933), britische Malerin, siehe Elizabeth Thompson
- Elizabeth Butler-Sloss, Baroness Butler-Sloss (* 1933), britische Juristin und Richterin
- Eric Butler (Politiker) (1916–2006), australischer Politiker und Journalist
- Eric Butler (Basketballspieler) (* 1974), kanadisch-britischer Basketballspieler
- Ernest Butler (* 1934), US-amerikanischer Basketballspieler
- Ernie Butler (Fußballspieler, 1896) (Ernest Butler; 1896–1969), englischer Fußballspieler
- Ernie Butler (Fußballspieler, 1919) (Ernest Albert Edward Butler; 1919–2002), englischer Fußballspieler
- Ernie Butler (Fußballspieler, 1924) (Ernest Butler; * 1924), englischer Fußballspieler
- Eugene Butler (1894–1995), US-amerikanischer Herausgeber und Verleger
- Eugene Joseph Butler (1900–1981), irischer römisch-katholischer Ordensgeistlicher und Bischof von Mombasa
- Eugenia Butler (1947–2008), US-amerikanische Konzeptkünstlerin
- Everard Butler (1885–1958), kanadischer Ruderer
- Ezra Butler (1763–1838), US-amerikanischer Politiker

### F
- Fiona Butler (* 1977), südafrikanische Hockeyspielerin
- Frank Butler (Drehbuchautor) (1890–1967), britisch-US-amerikanischer Schauspieler und Drehbuchautor
- Frank Butler (Musiker) (1928–1984), US-amerikanischer Jazz-Schlagzeuger
- Frank Butler (Wasserballspieler) (* 1932), südafrikanischer Wasserballspieler

### G
- Geezer Butler (* 1949), britischer Bassist
- George Butler (Jazzproduzent) (1931–2008), US-amerikanischer Jazzproduzent
- George Butler (Bluesmusiker) (1936–2005), US-amerikanischer Blues-Mundharmonikaspieler und Sänger
- George Butler (Regisseur) (1943–2021), britischer Dokumentarfilmer
- George Edmund Butler (1872–1936), britischer Künstler
- Gerard Butler (* 1969), schottischer Schauspieler
- Glenn Butler (* 1977), australischer Tontechniker
- Grace Butler (1886–1962), neuseeländische Malerin
- Greg Butler (* vor 1993), Filmtechniker
- Gregory Butler (* 1940), kanadischer Pianist
- Guy Butler (1899–1981), britischer Leichtathlet
- Guy Butler (Autor) (1918–2001), südafrikanischer Autor
- Gwendoline Butler (1922–2013), englische Schriftstellerin
- Gweneth Butler (* 1915), britische Eiskunstläuferin

### H
- Harriet Butler, US-amerikanische Tennisspielerin zum Ende des 19. Jahrhunderts
- Harry Butler (Rugbyspieler), australischer Rugby-League-Spieler
- Harry Butler (Pilot) (Henry John Butler; 1889–1924), australischer Luftwaffenoffizier
- Harry Butler (Naturforscher) (William Henry Butler; 1930–2015), australischer Naturforscher und Umweltschützer
- Helen May Butler (1867–1957), US-amerikanische Bandleaderin und Komponistin
- Henry Butler (1949–2018), US-amerikanischer Jazz- und Blues-Pianist
- Henry Montagu Butler (1833–1918), britischer Pädagoge
- Horacio Butler (1897–1983), argentinischer Maler und Schriftsteller
- Howard Crosby Butler (1872–1922), US-amerikanischer Archäologe
- Hugh A. Butler (1878–1954), US-amerikanischer Politiker
- Hugo Butler (1914–1968), kanadischer Drehbuchautor

### I
- Ian Christopher Butler (1940–2020), britischer Literaturwissenschaftler
- Ione Butler (* 1985), britische Schauspielerin, Synchronsprecherin und Moderatorin

### J
- Jack Butler (Fußballspieler, 1868) (1868–??), walisischer Fußballspieler
- Jack Butler (Fußballspieler, 1885) (1885–??), englischer Fußballspieler
- Jack Butler (Fußballspieler, 1894) (John Dennis Butler; 1894–1961), englischer Fußballspieler und -trainer
- Jack Butler (Fußballspieler, 1908) (1908–1985), englischer Fußballspieler
- Jack Butler (Musiker) (1909–2003), US-amerikanischer Jazzmusiker
- Jack Butler (Footballspieler) (John Bradshaw Butler; 1927–2013), US-amerikanischer American-Football-Spieler
- Jack Butler Yeats (1871–1957), irischer Künstler
- Jackie Butler (* 1985), US-amerikanischer Basketballspieler
- Jacob Butler (* 1982), australischer Musiker
- James Butler, 1. Earl of Ormonde (um 1304–1338), irischer Adeliger
- James Butler, 2. Earl of Ormonde (1331–1382), irischer Adeliger
- James Butler, 3. Earl of Ormonde († 1405), irischer Adeliger
- James Butler, 1. Duke of Ormonde (1610–1688), britisch-irischer Staatsmann und Heerführer
- James Butler, 2. Duke of Ormonde (1665–1745), britisch-irischer Staatsmann und Heerführer
- James Butler II. (1742–1791), Erzbischof von Cashel
- James Butler, 3. Marquess of Ormonde (1844–1919), irischer Adliger
- James Butler (Bildhauer) (* 1931), britischer Bildhauer siehe James Walter Butler
- James Butler (Boxer) (* 1972), US-amerikanischer Boxer
- James Glentworth Butler (1821–1916), US-amerikanischer presbyterianischer Geistlicher
- James Joseph Butler (1862–1917), US-amerikanischer Politiker
- James Walter Butler (1931–2022), britischer Bildhauer
- Jason Butler (* 1986), US-amerikanischer Rockmusiker und Punkmusiker
- Jerry Butler (Musiker) (1939–2025), US-amerikanischer Soul-Sänger und Komponist
- Jerry Butler (Eishockeyspieler) (* 1951), kanadischer Eishockeyspieler
- Jerry Butler (Footballspieler) (* 1957), US-amerikanischer Football-Spieler
- Jerry Butler (Pornodarsteller) (1959–2018), US-amerikanischer Pornodarsteller
- Jim Butler (* 1971), US-amerikanischer Tischtennisspieler
- Jimmy Butler (* 1989), US-amerikanischer Basketballspieler
- Joe Butler (Fußballspieler, 1879) (1879–1939), englischer Fußballspieler
- Joe Butler (Fußballspieler, 1943) (* 1943), englischer Fußballspieler
- John Butler, 6. Earl of Ormonde (1422–1478), Diplomat und Heerführer für das Haus Lancaster in den Rosenkriegen
- John Butler (Pionier) (1728–1796), US-amerikanischer Militärführer
- John Butler (Schauspieler) (1884–1967), kanadischer Filmschauspieler
- John Butler (Fußballspieler, 1937) (1937–2010), englischer Fußballspieler
- John Butler (Fußballspieler, 1962) (* 1962), englischer Fußballspieler
- John Butler (Fußballspieler, 1964) (* 1964), englischer Fußballspieler
- John Butler (* 1975), australischer Musiker, siehe John Butler Trio
- John Butler (Schiedsrichter) (* 1986), US-amerikanischer Basketballschiedsrichter
- John Alfred Valentine Butler (1899–1977), britischer Chemiker
- John Cornelius Butler (1887–1953), US-amerikanischer Politiker
- John Marshall Butler (1897–1978), US-amerikanischer Politiker
- John S. Butler (* 1947), US-amerikanischer Soziologe und Wirtschaftswissenschaftler
- Jonathan Lowell Butler (1939–1974), US-amerikanischer Romanist und Italianist
- Joseph Butler (1692–1752), englischer Philosoph
- Josephine Butler (1828–1906), britische Frauenrechtlerin
- Joshua Butler, US-amerikanischer Filmregisseur und Filmproduzent
- Josiah Butler (1779–1854), US-amerikanischer Politiker
- Judith Butler (* 1956), US-amerikanische Literaturwissenschaftlerin und Philosophin
- Justin Butler (* 2001), US-amerikanisch-deutscher Fußballspieler

### K
- Kaila Butler (* 1998), kanadische Hammerwerferin
- Kathy Butler (* 1973), kanadisch-britische Langstreckenläuferin
- Keith Butler (1938–2019), englischer Radrennfahrer und Radsportfunktionär
- Kim Butler (* 1982), britische Basketballspielerin
- Kind Butler III (* 1989), US-amerikanischer Sprinter
- Kirker Butler, US-amerikanischer Drehbuchautor
- Kyle Butler (* 1998), jamaikanischer Fußballspieler

### L
- Laphonza Butler (* 1979), US-amerikanische Politikerin und Senatorin
- Larry Butler (* 1957), US-amerikanischer Dartspieler
- Larry Butler (Musikproduzent) (1942–2012), US-amerikanischer Musikproduzent
- LaVerne Butler (* 1962), US-amerikanische Jazzsängerin
- Lawrence W. Butler (1908–1988), US-amerikanischer Filmtechniker
- Leon Butler (1892–1973), US-amerikanischer Ruderer
- LeRoy Butler (* 1968), US-amerikanischer Footballspieler
- Lester Butler (1959–1998), US-amerikanischer Blues-Musiker
- Lloyd Butler (1924–1991), US-amerikanischer Ruderer
- Lois Butler (1897–1970), kanadische Skirennläuferin
- Lucy Butler, US-amerikanische Schauspielerin

### M
- M. Caldwell Butler (Manley Caldwell Butler; 1925–2014), US-amerikanischer Politiker
- Malcolm Butler (Fußballspieler) (Malcolm Partridge Butler; 1913–1987), nordirischer Fußballspieler
- Malcolm Butler (Footballspieler) (Malcolm Terel Butler; * 1990), US-amerikanischer American-Football-Spieler
- Margaret Butler, Countess of Ormonde (ca. 1437–1542), irische Adlige
- Margaret K. Butler (1924–2013), US-amerikanische Mathematikerin
- Margaret Mary Butler (1883–1947), neuseeländische Aquarellistin und eine der ersten bedeutenden Bildhauerin Neuseelands
- Marilyn Butler (1937–2014), britische Literaturwissenschaftlerin und -kritikerin
- Marion Butler (1863–1938), US-amerikanischer Politiker
- Martin Butler (Regisseur) (* 1952), australischer Filmregisseur, Drehbuchautor und Filmproduzent
- Martin Butler (Komponist) (* 1960), britischer Musiker und Komponist
- Martin Butler (Fußballspieler, 1966) (* 1966), englischer Fußballspieler
- Martin Butler (Fußballspieler, 1974) (* 1974), englischer Fußballspieler
- Mary Butler (* 1966), irische Politikerin (Fianna Fáil)
- Mary Butler, Countess of Arran (1651–1668), schottisch-englische Adlige
- Matthew Butler (1836–1909), US-amerikanischer Politiker und Generalmajor
- Matthew Butler (Spezialeffektkünstler), Spezialeffektkünstler
- Megan Butler (* vor 1990), Schauspielerin
- Mervyn Butler (1913–1976), britischer General
- Michael Butler (Diplomat) (1927–2013), britischer Diplomat
- Michael Butler (Produzent) (1926–2022), US-amerikanischer Film- und Theaterproduzent
- Michael Butler (Drehbuchautor) (* 1941), US-amerikanischer Drehbuchautor
- Michael Butler (* 1961), kanadischer Badmintonspieler, siehe Mike Butler
- Michael Butler (Bassist), US-amerikanischer Bassist
- Michael Butler (Fußballspieler), US-amerikanischer Fußballspieler
- Michael Butler (Kameramann) (* 1945),  US-amerikanischer Kameramann (auch Michael C. Butler)
- Michelle Butler-Emmett (* 1983), südafrikanische Badmintonspielerin
- Mike Butler (* 1961), kanadischer Badmintonspieler
- Milo B. Butler (1906–1979), bahamaischer Politiker
- Mimi Butler, australische Fernsehproduzentin
- Misia Butler (* 2001), britischer Schauspieler
- Mounce Gore Butler (1849–1917), US-amerikanischer Politiker

### N
- Nat Butler (Radsportler) (1870–1943), US-amerikanischer Radsportler
- Nat Butler (Snookerspieler), schottischer Snookerspieler
- Nathin Butler (* 1985), australischer Schauspieler und Filmschaffender
- Nicholas Murray Butler (1862–1947), US-amerikanischer Pädagoge und Philosoph
- Nickolas Butler (* 1979), US-amerikanischer Schriftsteller

### O
- Octavia E. Butler (1947–2006), US-amerikanische Autorin
- Owen Butler (* 1944), australischer Rugby-Union-Spieler

### P
- Paul Butler (Mediziner) (* 1952), britischer Neurologe
- Paul Butler (Bischof) (* 1955), britischer  Theologe, Bischof von Durham
- Paul Butler (Schauspieler), Schauspieler
- Paul Butler (Musiker), kanadischer Computermusiker und IT-Unternehmer
- Paul Butler (Fußballspieler, 1964) (* 1964), englischer Fußballspieler
- Paul Butler (Fußballspieler, 1972) (* 1972), irischer Fußballspieler
- Paul Butler (Boxer) (* 1988), britischer Boxer
- Peggy Butler (1898–??), britische Fechterin
- Percy M. Butler (1912–2015), britischer Zoologe und Paläontologe
- Peter von Butler (General) (1913–2010), deutscher General
- Peter Butler (Golfspieler) (* 1932), englischer Golfspieler
- Peter von Butler (Diplomat) (1940–2014), deutscher Diplomat
- Peter Butler (Mediziner) (Peter C. Butler), US-amerikanischer Endokrinologe und Hochschullehrer
- Peter Butler (Leichtathlet) (* 1958), kanadischer Langstreckenläufer
- Peter Butler (Schauspieler) (* 1962), südafrikanischer Schauspieler und Sänger
- Peter Butler (Fußballspieler) (* 1966), englischer Fußballspieler und -trainer
- Peter Butler (Badminton) (* 1989), kanadischer Badmintonspieler
- Peter A. Butler (Peter Anthony Butler; * 1949), britischer Physiker
- Pierce Butler (Politiker) (1744–1822), irisch-amerikanischer Politiker, Unterzeichner der amerikanischen Unabhängigkeitserklärung
- Pierce Butler (Richter) (1866–1939), US-amerikanischer Jurist und Richter
- Pierce Mason Butler (1798–1846), US-amerikanischer Politiker
- Piers Butler, 8. Earl of Ormonde († 1539), irischer Peer und Lord Deputy of Ireland

### Q
- Quincy Butler (* 2001), US-amerikanischer Fußballspieler

### R
- R. Paul Butler (Robert Paul Butler; * 1960), US-amerikanischer Astronom
- Rab Butler (Richard Austen Butler; 1902–1982), britischer Politiker
- Rasual Butler (1979–2018), US-amerikanischer Basketballspieler
- Ray Butler (* 1965), irischer Politiker
- Reginald Cotterell Butler (1913–1981), britischer Bildhauer
- Rich Butler (* 1973), kanadischer Baseballspieler
- Richard Butler (General, 1743) (1743–1791), US-amerikanischer General
- Richard Butler (Politiker) (1850–1925), australischer Politiker
- Richard Butler (General, 1870) (1870–1935), britischer General
- Richard Butler (Diplomat) (* 1942), australischer Diplomat und Gouverneur von Tasmanien
- Richard Butler (Musiker) (* 1956), britischer Musiker, Sänger von The Psychedelic Furs
- Richard Girnt Butler (1918–2004), US-amerikanischer Ingenieur und Politiker
- Richard Layton Butler (1885–1966), australischer Politiker
- Richard W. Butler (* 1943), britischer Geograph und Tourismusforscher
- Robert Butler (Regisseur) (1927–2023), US-amerikanischer Regisseur und Filmproduzent
- Robert Neil Butler (1927–2010), US-amerikanischer Mediziner, Gerontologe und Hochschullehrer
- Robert Olen Butler (* 1945), US-amerikanischer Schriftsteller und Hochschullehrer
- Robert R. Butler (1881–1933), US-amerikanischer Politiker
- Robin Butler, Baron Butler of Brockwell (* 1938), britischer Staatsbediensteter
- Robyn Butler, australische Schauspielerin, Drehbuchautorin, Produzentin und Regisseurin
- Roderick R. Butler (1827–1902), US-amerikanischer Politiker
- Ron Butler, US-amerikanischer Schauspieler
- Ross Butler (* 1990), US-amerikanischer Schauspieler
- Rupert Butler, britischer Sachbuchautor
- Ruprecht von Butler (1924–2024), deutscher Offizier, Generalmajor
- Ruprecht Horst von Butler (* 1967), deutscher Offizier, Generalmajor
- Russell Butler (* 1968), australischer Wasserspringer

### S
- Sampson H. Butler (1803–1848), US-amerikanischer Politiker

- Samuel Butler (Dichter) (1612–1680), englischer Dichter
- Samuel Butler (Wagenbauer), aktiv 1762, englischer Wagenbauer
- Samuel Butler (Schauspieler) († 1812), englischer Schauspieler und Theatergründer
- Samuel Butler (Gelehrter) (1774–1839), englischer Gelehrter und Bischof
- Samuel Butler (Schriftsteller) (1835–1902), englischer Schriftsteller, Komponist, Philologe, Maler und Gelehrter
- Sara Butler, portugiesisch-britische Schauspielerin
- Sarah Butler (* 1985), US-amerikanische Schauspielerin
- Smedley D. Butler (1881–1940), US-amerikanischer Offizier
- Sol Butler (1895–1954), US-amerikanischer Weitspringer
- Stan Butler (* 1956), kanadischer Eishockeytrainer
- Stanley Butler (1910–1993), britischer Radrennfahrer
- Stefan Butler, britischer Schauspieler
- Steve Butler (* 1963), englischer Badmintonspieler
- Stuart Thomas Butler (1926–1982), australischer Physiker

### T
- Thomas Butler (Politiker) (1785–1847), US-amerikanischer Politiker
- Thomas Butler (Tauzieher) (1871–1928), britischer Tauzieher
- Thomas Butler (Bobfahrer) (1932–2019), US-amerikanischer Bobfahrer
- Thomas Butler (Fußballspieler) (* 1981), irischer Fußballspieler
- Thomas Butler, 6. Earl of Ossory (1634–1680), anglo-irischer Militär und Politiker
- Thomas B. Butler (1806–1873), US-amerikanischer Politiker
- Thomas Bothwell Butler (1866–1931), US-amerikanischer Politiker
- Thomas Frederick Butler (* 1940), britischer anglikanischer Geistlicher
- Thomas S. Butler (1855–1928), US-amerikanischer Politiker
- Tim Butler (1968/69), US-amerikanischer Basketballtrainer
- Tom Butler (Radsportler) (1878–nach 1899), US-amerikanischer Bahnradsportler
- Tom Butler (Schauspieler) (* 1951),  kanadischer Schauspieler
- Tony Butler (Sportreporter) (1935–2023), britischer Sportreporter und Hörfunkmoderator
- Tony Butler (Bassist) (* 1957), britischer Bassist
- Toure Butler (* 1977), US-amerikanischer Footballspieler

### U
- Uriah Butler (1897–1977), trinidadischer Politiker, Arbeiterführer und Prediger

### V
- Vicki Butler-Henderson (* 1972), britische Rennfahrerin und Fernsehmoderatorin
- Victor Butler (* 1987), US-amerikanischer American-Football-Spieler
- Viktorine von Butler-Haimhausen (1811–1902), deutsche Sozialreformerin, Philanthropin und Schriftstellerin

### W
- Walter Butler (Oberst) (um 1600–1634), irischer Oberst
- Walter Butler (Fußballspieler, 1889) (Walter John Butler; 1889–1968), englischer Fußballspieler
- Walter Butler (Fußballspieler, 1923) (Walter Garth Butler; 1923–1995), englischer Fußballspieler
- Walter Ernest Butler (1898–1978), britischer Parapsychologe und Magier
- Walter Halben Butler (1852–1931), US-amerikanischer Politiker
- William Butler (Politiker, 1759) (1759–1821), US-amerikanischer Politiker (South Carolina)
- William Butler (Politiker, 1790) (1790–1850), US-amerikanischer Politiker (South Carolina)
- William Butler (Schauspieler) (* 1968), US-amerikanischer Schauspieler und Regisseur
- William Butler (Musiker) (* 1982), US-amerikanischer Rockmusiker, Mitglied von Arcade Fire
- William Elliott Butler (* 1939), US-amerikanischer Rechtswissenschaftler und Hochschullehrer
- William Francis Butler (1838–1910), britischer Generalleutnant
- William Huxford Butler (1934–1977), US-amerikanischer Verleger
- William J. Butler (1860–1927), US-amerikanischer Schauspieler
- William M. Butler (1861–1937), US-amerikanischer Politiker
- William Orlando Butler (1791–1880), US-amerikanischer Politiker
- Win Butler III (* 1980), Sänger, Gitarrist, Pianist, Bassist und Songwriter

### Y
- Yancy Butler (* 1970), US-amerikanische Schauspielerin